# Kolligativa egenskaper
I kemin är kolligativa egenskaper egenskaper hos utspädda lösningar som endast beror på koncentrationen löst ämne och ej av vilket slags molekyler eller joner som är upplösta.
Ordet härstammar från latinets colligatus och kan översättas till tillsammans eller ihopsatta.
Fyra kolligativa egenskaper är:
- Ångtryck: Den förändring i ångtryck där den upplösta substansen har lägre ångtryck än lösningsmedlet, kan bestämmas med hjälp av Raoults lag, som ger att trycket är lika med molbråket (Xs*) av lösningsmedlet gånger, ångtrycket för det rena lösningsmedlet (P°): P = Xs*P°. Detta uttryck gäller för ideala lösningar.

- Fryspunktssänkning: Närvaron av ett upplöst ämne i en lösning sänker fryspunkten jämfört med det rena lösningsmedlet. Den exakta fryspunktsänkning (ΔT) ges av van 't Hoffs faktor (i), gånger molaliteten (m) hos lösningen, gånger fryspunktssänkningskonstanten för det aktuella lösningsmedlet (Kf): ΔT = i(−Kf)m. Alternativt kan den beräknas ur den totala molaliteten av alla i lösningsmedlet lösta ämne gånger fryspunktssänkningskonstanten: ΔT = Kf ∑ m.

- Kokpunktshöjning: På grund av det minskade ångtrycket, så höjs kokpunkten i förhållande till det rena lösningsmedlet. Den exakta höjningen av kokpunkten (ΔT) kan beräknas på samma sätt som fryspunktssänkningen, frånsett att en annan konstant används: van ‘t Hoffs faktor (i), gånger molaliteten (m) hos lösningen, gånger kokpunktshöjningskonstanten för det aktuella lösningsmedlet (Kb): ΔT = i(−Kb)m. ΔT kan även beräknas ur summan av alla molaliteter: ΔT = Kb ∑ m.

- Osmotiskt tryck: Närvaron av ett löst ämne kan utöva ett tryck på ett semipermeabelt membran enligt en ekvation tämligen lik den allmänna gaslagen. π är det osmotiska trycket och ges av van 't Hoffs faktor (i), gånger molariteten (c) hos lösningen, gånger den allmänna gaskonstanten (R), gånger den absoluta temperaturen (T): π = icRT.